# Sola nel buio (film 2013)
Sola nel buio è un film del 2013 diretto da Joseph Ruben.

## Trama
Sara è una giovane e bella donna. Un tempo lavorava come foto-reporter, ma, durante un servizio in medioriente, si ritrovò davanti una donna kamikaze che, con una bomba tra le mani, saltò in aria. Sara venne investita dall'esplosione salvandosi, ma perse l'uso della vista. Sara vive in un lussuoso loft, con il suo fidanzato Ryan. Un giorno però, rientrando nel loft, trova il suo fidanzato morto, e si accorge che c'è un uomo in casa: il suo nome è Chad ed è lui che ha ucciso Ryan. Sara è spaventata, essendo Chad un uomo violento e pericoloso. Riesce a fuggire dal loft e Antonio, il portiere del palazzo in cui vive, cerca di aiutarla, ma Chad lo uccide.
Sara esce dal palazzo e incontra un uomo apparentemente molto gentile di nome Hollander, che si offre di aiutarla riportandola nel loft, ma poi Hollander si rivela essere il complice di Chad. Adesso la ragazza si ritrova prigioniera nella sua stessa casa. Hollander e Chad trovano molto denaro nascosto dietro un quadro e fingono di andar via. In realtà cercano dei diamanti che Ryan ha sottratto a entrambi e che valgono milioni di dollari. Ryan, infatti, non era chi diceva di essere, tanto che quello non era nemmeno il suo vero nome. Era, invece, un delinquente che aveva tenuto per sé i diamanti che dovevano essere spartiti fra i tre: dunque Hollander e Chad (anche se in realtà non si chiamano così) sono riusciti a rintracciarlo e, ora che Ryan è morto, vogliono i diamanti.
Sara percepisce dall'odore che i due sono ancora in casa e cerca di fuggire, ma è bloccata. Hollander, imbattutosi nel gatto nero di Sara, la ricatta minacciando di far del male all'animale e, poiché la ragazza non rivela il nascondiglio, scaraventa il gatto giù dalla terrazza, provocando il risentimento del pur sadico Chad. La ragazza cerca di analizzare la situazione e capisce che Chad è la tipica "testa calda", mentre Hollander è la mente di tutto. Sara cerca di metterli l'uno contro l'altro, facendo suscitare in entrambi il sospetto che, se e quando troveranno i diamanti, uno dei due ucciderà l'altro, per tenersi il bottino tutto per sé. Intanto i due iniziano a torturarla, col sistema dello straccio sul viso e l'acqua versata sopra. Lei rivela l'esistenza di una cassaforte, che scassinata, si rivela vuota. Però non ha idea di dove siano i diamanti, né se ci siano. Nel frattempo, la sorella di Sara, incinta e prossima a partorire, e suo cognato si recano da lei perché è la notte di Capodanno. Minacciata dai due malviventi nascosti dietro la porta, Sara finge di stare litigando con Ryan e prega i congiunti di lasciarli soli. I due insistono per entrare, ma proprio allora la donna perde le acque e capisce che sta per partorire e quindi la coppia corre via per recarsi in ospedale. Dopo tale imprevisto, Hollander ordina a Chad di preparargli uno scotch con molto ghiaccio, mentre Sara gli dice che forse Ryan ha nascosto i diamanti in uno dei vasi che si trovano nella terrazza del loft: così Hollander inizia a romperli tutti, ma capisce subito che Sara ha mentito e che cerca solo di guadagnare tempo.
Nel frattempo, mentre prepara il drink, Chad scopre che i diamanti sono nascosti dentro i cubetti di ghiaccio. Allora li mette in un sacchetto, poi tenta di sorprendere Hollander con un coltello. Il complice capisce subito le sue intenzioni e lo ferisce con una pistola. A sua volta Sara ferisce Hollander alle spalle e questi la insegue e la mette alle strette. Riavutosi nonostante la ferita, Chad aggredisce Hollander che riesce ad ucciderlo con lo stesso coltello che l'aveva ferito. Fuggita sulla terrazza, Sara entra in possesso dei diamanti e anche della pistola di Hollander ma, nonostante sia armata, lui è sempre in vantaggio, dato che Sara non può vederlo. In più, i fuochi di Capodanno le attutiscono le capacità uditive. Allora lei cerca di fargli fare una mossa sbagliata, provocandolo e gettando lentamente alcuni diamanti dalla terrazza. Hollander si getta contro di lei ma, dopo una colluttazione, Sara riesce a farlo precipitare oltre la terrazza e il criminale si sfracella piani più sotto. Così Sara decide di tenere per sé i diamanti nascondendoli nella vaschetta del ghiaccio, proprio come fece Ryan. Nel finale il suo gatto, sopravvissuto alla caduta, passa incuriosito sul corpo di Hollander.